# Plumbojohntomaïta
La plumbojohntomaïta és un mineral de la classe dels fosfats que pertany al grup de la bjarebyita.

## Característiques
La plumbojohntomaïta és un fosfat de fórmula química PbFe²⁺₂Fe³⁺₂(PO₄)₃(OH)₃. Va ser aprovada com a espècie vàlida per l'Associació Mineralògica Internacional en el mes de març de l'any 2024, i va ser publicada a la revista internacional American Mineralogist per Wei Yao et al. en el mes de març de 2025 amb el títol «Nigelcookite, PbFe²⁺₂V³⁺₂(PO₄)₃(OH)₃, and plumbojohntomaite PbFe²⁺₂Fe³⁺₂(PO₄)₃(OH)₃ two new members of the bjarebyite group from the Yushui Cu deposit, South China». Cristal·litza en el sistema monoclínic. És l'anàleg amb Fe³⁺ de la nigelcookita.
L'exemplar que va servir per a determinar l'espècie, el que es coneix com a material tipus, es troba conservat a la col·lecció mineralògica del Museu Geològic de la Xina, a Beijing (República Popular de la Xina), amb el número de catàleg: GMCTM2023011.

## Formació i jaciments
Va ser descoberta al dipòsit polimetàl·lic de Yushui, a uns 16 km al nord-est de la ciutat de Meizhou, a la província de Guangdong (República Popular de la Xina), sent aquest indret l'únic de tot el planeta on ha estat descrita aquesta espècie mineral.